# Kirstie Alora
Kirstie Elaine Alora, née le 29 novembre 1989 à Binan, est une taekwondoïste philippine concourant dans la catégorie des −73 kg. Elle représente les Philippines aux Jeux olympiques de 2016.

## Jeunesse
Kirstie Alora commence le taekwondo pour apprendre l'autodéfense, victime de brimades scolaires dans son école primaire. Le garçon qui la brime rejoint le même club de taekwondo mais après l'avoir battu lors d'un match, il finit par la laisser tranquille.
Elle est diplômée en administration des affaires du De La Salle–College of Saint Benilde (en) à .
Sa sœur cadette, Eunice, est égaiement une taekwondoïste de niveau international, médaillée de bronze et d'argent aux Jeux d'Asie du Sud-Est. La troisième de sa fratrie fait des études de médecine.

## Carrière
Elle fait ses débuts en 2001 aux Philippines et entre dans l'équipe nationale philippine à l'âge de 15 ans pour les Jeux d'Asie du Sud-Est de 2005. Cette année-là, elle remporte l'or dans la catégorie poids plume. En 2006, elle médaillée de bronze en −63 kg aux Championnats du monde juniors.
Quatre ans plus tard, aux Jeux asiatiques de 2010 à Canton (Chine), elle est médaillée de bronze en −73 kg. L'année suivante, aux Jeux d'Asie du Sud-Est de 2011 à Jakarta (Indonésie), elle rafle l'or. En 2012, elle rafle le bronze aux Championnats d'Asie.
Aux Jeux d'Asie du Sud-Est de 2013 à Naypyidaw (Birmanie), elle remporte la médaille d'or face à la Cambodgienne Sorn Davin.
En 2014, aux Jeux asiatiques à Incheon (Corée du Sud), elle est de nouveau médaillée de bronze.
Au tournoi qualificatif olympique asiatique, elle remporte la médaille d'argent et son ticket pour les Jeux. Elle est la première représentante de son pays aux Jeux depuis les Jeux de 2008. Participant à ses premiers Jeux olympiques de 2016 à Rio de Janeiro, elle est battue 4-1 par la Mexicaine María del Rosario Espinoza (qui finit quelques jours plus tard par décrocher le bronze) lors des 16e de finale. Envoyée au repêchage, elle perd là face à la Marocaine Wiam Dislam. Elle est ensuite choisie comme porte-drapeau lors de la Cérémonie de clôture. La même année, elle est médaillée de bronze aux Championnats d'Asie.
L'année suivante aux Jeux d'Asie du Sud-Est de 2017 à Kuala Lumpur (Malaisie), elle est choisie une nouvelle fois comme porte-drapeau, cette fois lors de la cérémonie d'ouverture. Là, elle perd 13-6 en finale face à la Cambodgienne Sorn Seavmey. C'est la quatrième fois de suite qu'elle perd face à la Cambodgienne lors de compétition après les Jeux asiatiques de 2014, les Championnats d'Asie 2016 et le tournoi de qualification olympique asiatique en 2016.
Aux Jeux asiatiques de 2018 à Jakarta, elle est une nouvelle fois éliminée en 16e de finale par la Kazakhe Cansel Deniz, perdant 7 à 8.

## Palmarès
| Date | Compétition                        | Lieu              | Place   | Épreuve |
| ---- | ---------------------------------- | ----------------- | ------- | ------- |
| 2004 | Championnats du monde juniors      | Suncheon          | Qualif. | -59 kg  |
| 2005 | Jeux d'Asie du Sud-Est             | Manille           | 1re     | -59 kg  |
| 2006 | Championnats d'Asie                | Bangkok           | Qualif. | -59 kg  |
| 2006 | Championnats du monde jeunesse     | Viêt Nam          | 3e      | -63 kg  |
| 2006 | Jeux asiatiques                    | Doha              | 6e      | -59 g   |
| 2007 | Championnats du monde              | Pékin             | Qualif. | -59 kg  |
| 2008 | Championnats d'Asie                | Henan             | Qualif. | -63 kg  |
| 2009 | Championnats du monde              | Copenhague        | Qualif. | -73 kg  |
| 2010 | Jeux asiatiques                    | Canton            | 3e      | -73 kg  |
| 2011 | Jeux d'Asie du Sud-Est             | Jakarta           | 1re     | -73 kg  |
| 2012 | Championnats d'Asie                | Hô-Chi-Minh-Ville | 3e      | -73 kg  |
| 2013 | Championnats du monde              | Puebla            | 5e      | -73 kg  |
| 2013 | Jeux d'Asie du Sud-Est             | Naypyidaw         | 1re     | - 73 kg |
| 2014 | Championnats d'Asie                | Tachkent          | 6e      | -73 kg  |
| 2014 | Jeux asiatiques                    | Incheon           | 3e      | -73 kg  |
| 2015 | Championnats du monde              | Tcheliabinsk      | 12e     | -73 kg  |
| 2016 | Tournoi de qualification olympique | Manille           | 2e      | +67 kg  |
| 2016 | Jeux olympiques                    | Rio de Janeiro    | 7e      | +67 kg  |
| 2016 | Championnats d'Asie                | Manille           | 3e      | -73 kg  |
| 2017 | Jeux d'Asie du Sud-Est             | Kuala Lumpur      | 2e      | -73 kg  |
| 2017 | Championnats du monde              | Muju              | 33e     | -73 kg  |
| 2018 | Jeux asiatiques                    | Jakarta           | Qualif. | +67 kg  |